# 道格拉斯環球巡航者
道格拉斯環球巡航者（英語：Douglas World Cruiser(DWC))是一款由道格拉斯飛行器公司研發的長距離環球飛機。該設計基於道格拉斯DT，並進行一定量的改造，也就是DWC。
最終，道格拉斯總共製造5架：一架用於測試和訓練，四架用於長距離飛行。道格拉斯環球巡航者的成功增強了道格拉斯飛機公司的國際聲譽。DWC 後來改名成O-5觀察機，並分發至美國陸軍航空勤務隊。

## 發展
1923年，美國陸軍航空勤務隊開始執行一項世界飛行（World Flight）計劃-成為第一個駕駛飛機環繞地球。老唐納德·威爾斯·道格拉斯提議以自家的DT為基礎，進行改造。由於DT先前已在美國海軍服役，因此後續的研發以及生產時間可以大幅減少，而道格拉斯承諾，收到合約後45天內即可完成設計。航空勤務隊同意並派出陸軍部規劃小組成員埃里克·納爾遜中尉協助道格拉斯，並直接到道格拉斯位於加州聖塔莫尼卡的工廠執行計畫。
該機稱為道格拉斯環球巡航者 (DWC)，採用自由L-1212缸水冷發動機，也是約翰·諾斯洛普在道格拉斯參與的第一個重大項目。諾斯羅普為此重新設計了燃油系統，該機共有六個油箱分別放置在機翼和機身中。為了獲得更大的續航里程，總燃油容量從115加侖（435公升）增加到644加侖（2,438公升）。相較於DT的，DCW還具有冷卻能力，以及另外兩個獨立的油箱和水箱。為了確保更堅固的結構，DCW採用管狀鋼機身、加強支撐、翼展 49英尺（15公尺）的改良機翼和更大的轉向舵。飛行員和副駕駛的雙人駕駛艙的位置也更靠近，並在上機翼上有一個開口，以增加可見度。
與DT一樣，DWC可以選擇使用浮標或傳統起落架。同時具有有兩種不同的散熱器可供選擇，其中較大的版本適合熱帶氣候。原型機於1923年11月交付，並於11月19日完成測試後，繼續生產由陸軍下單的4架。由於該任務環境艱鉅，因此陸軍額外要求替換備件，包括15具額外的自由號發動機、14套額外的浮筒以及足夠用於另外兩架飛機的替換機身零件，並運送到沿線的航點。最後一架飛機於1924年3月11日交付。

### 服役
從1924年3月17日起，飛行員在教練機(原型機)上進行練習。1924年4月6日，四架探險飛機分別名為波士頓、芝加哥、紐奧良和西雅圖，從華盛頓州西雅圖附近的桑德角出發。領頭的西雅圖號於30日在阿拉斯加墜毀。剩餘的三架飛機以芝加哥號為首，繼續向西穿越亞洲和歐洲，並憑藉著準備妥善的後勤系統（包括由美國海軍和海岸警衛隊協助維護的預置備用發動機和油庫）保持飛行的順利。波士頓號在法羅群島附近的大西洋迫降，並在拖行過程中翻覆，而損壞。剩下的兩架飛機繼續穿越大西洋飛往北美，並在新斯科細亞省皮克圖Pictou與波士頓II號飛機會合(原先的教練機）。而後3架飛機一起飛越華盛頓，並接受英雄式的歡迎。1924年9月28日，剩餘的三架DCW返回西雅圖。飛行里程總共為23,942海浬（44,342公里）。飛行時間為371小時11分鐘，平均速度為70英里/小時。
在DCW取得成功後，陸軍航空勤務隊訂購了六架DCW作為觀測飛機，雖然保留了可互換的輪式/浮式起落架，但燃油量減少許多，並且在後座艙中安裝兩挺機槍。這些飛機最初被指定為DOS（道格拉斯觀測水上飛機,Douglas Observation Seaplane），但在1924年5月重新指定為O-5。

### 註記
1. ↑  副駕駛也可以擔任機械師或飛行工程師"[9]
2. ↑  四架飛機飛別選擇美國四角的城市"[10]
3. ↑  在從西雅圖出發之前，每架飛機都被正式命名為來自同名城市的水域。在那裡，波音的機械師將輪子換成浮筒，並將飛機改成水上飛行版本，這項操作在飛行過程中重複了很多次。[1]

### 文獻
1. 1 2 3 4  "Douglas World Cruiser Transport." 的存檔，存档日期2012-06-25. Boeing. Retrieved: 7 July 2012.
2. ↑  Francillon, René J. . London: Naval Institute Press. 1988: 184–193. ISBN 0870214284.
3. ↑  Francillon, René J. . London: Naval Institute Press. 1988: 55–61. ISBN 0870214284.
4. ↑  Haber 1995, p. 73.
5. 1 2 3 4 5  Rumerman, Judy. "The Douglas World Cruiser – Around the World in 175 Days." 的存檔，存档日期2005-04-10. U.S. Centennial of Flight Commission, 2003. Retrieved: 7 July 2012.
6. 1 2  Wendell 1999/2000, p. 356.
7. ↑  Boyne 1982, p. 80.
8. 1 2  "Military Aviation: First Flight Around the World." 的存檔，存档日期2012-12-25. National Air and Space Museum. Retrieved: 7 July 2012.
9. ↑  Bryan 1979, p. 123.
10. ↑  Stoff 2000, p. 21.
11. ↑  "First round-the-world flight." National Museum of the United States Air Force, 8 July 2009. Retrieved: 13 July 2017.
12. ↑  Bryan 1979, p. 122.
13. ↑  Mackworth-Praed 1990, p. 235.
14. ↑  Will 2008, p. 16.
15. ↑  Donald 1997, p. 364.
16. ↑  Francillon, 1979, p.75
17. ↑  Swanborough and Bowers 1963, p. 548.

### 書目
- Boyne, Walter J. The Aircraft Treasures Of Silver Hill: The Behind-The-Scenes Workshop Of The National Air And Space Museum. New York: Rawson Associates, 1982. ISBN 0-89256-216-1.
- Bryan, Courtlandt Dixon Barnes. The National Air and Space Museum. New York: Harry N. Abrams, Inc., 1979. ISBN 0-87474-394-X.
- Donald, David, ed. Encyclopedia of World Aircraft. Etobicoke, Ontario: Prospero Books, 1997. ISBN 1-85605-375-X.
- Francillon, René J. McDonnell Douglas Aircraft Since 1920: Volume I. London: Putnam, 1979. ISBN 0-87021-428-4.
- Haber, Barbara Angle. The National Air and Space Museum. London: Bison Group, 1995. ISBN 1-85841-088-6.
- Mackworth-Praed, Ben. Aviation: The Pioneer Years.  London: Studio Editions, 1990. ISBN 1-85170-349-7.
- Ogden, Bob. Great Aircraft Collections of the World. New York: Gallery Books, 1986. ISBN 1-85627-012-2.
- Stoff, Joshua. Transatlantic Flight: A Picture History, 1873–1939. Mineola, New York: Dover Publications, Inc., 2000. ISBN 0-486-40727-6.
- Swanborough, F. Gordon. and Peter M. Bowers. United States Military Aircraft since 1909. London: Putnam, 1963.
- Wendell, David V. "Getting Its Wings: Chicago as the Cradle of Aviation in America." （页面存档备份，存于） Journal of the Illinois State Historical Society, Volume 92, No. 4, Winter 1999/2000, pp. 339–372.
- Will, Gavin. The Big Hop: The North Atlantic Air Race. Portugal Cove-St.Phillips, Newfoundland: Boulder Publications, 2008. ISBN 978-0-9730271-8-1.
- Yenne, Bill. Seaplanes & Flying Boats: A Timeless Collection from Aviation's Golden Age. New York: BCL Press, 2003. ISBN 1-932302-03-4.

- Glines, Carroll V., Cohen, Stan. "The First Flight Around the World: A Pictorial History.", 2000 ISBN 1-57510-072-X.

## 圖庫

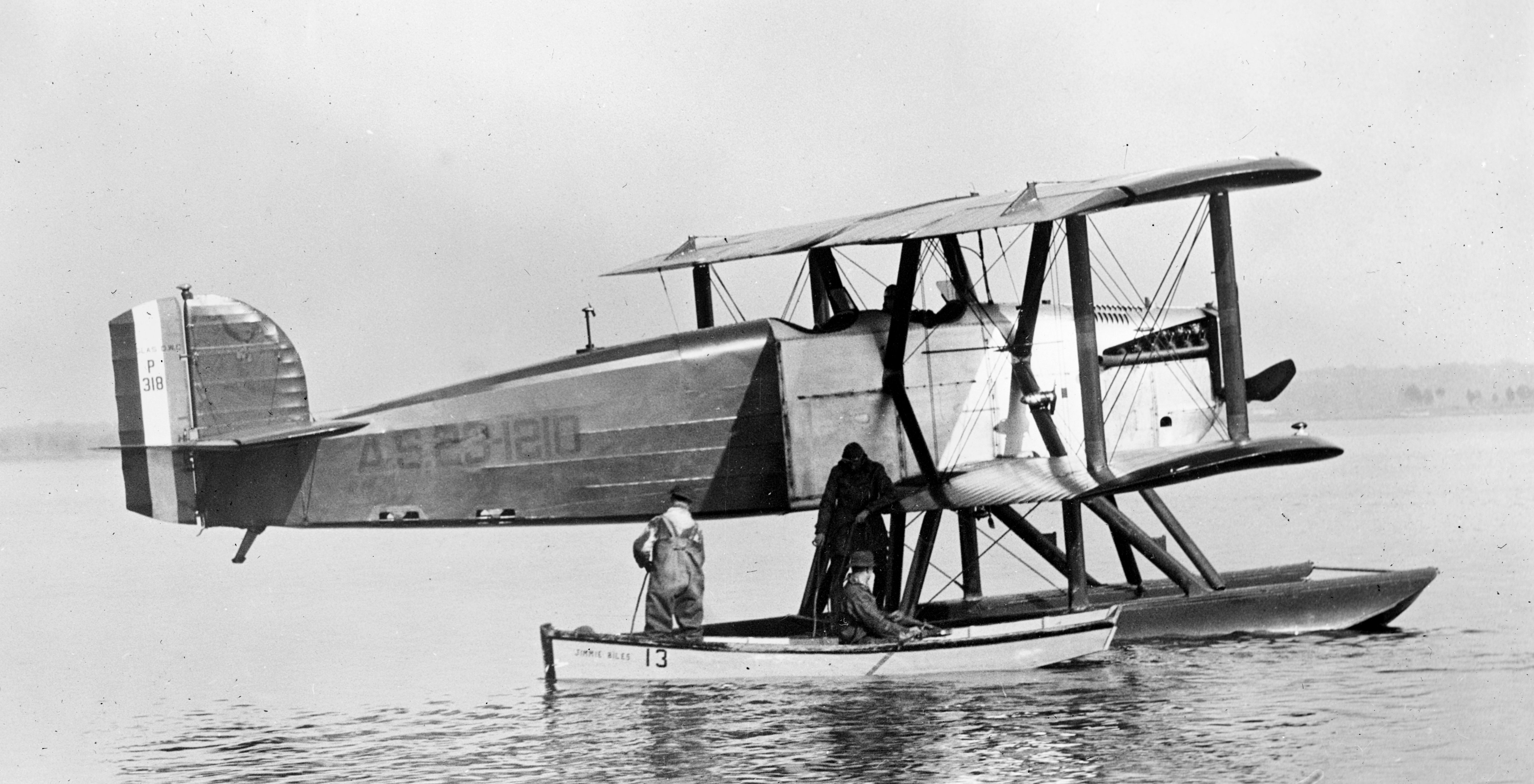
原型機

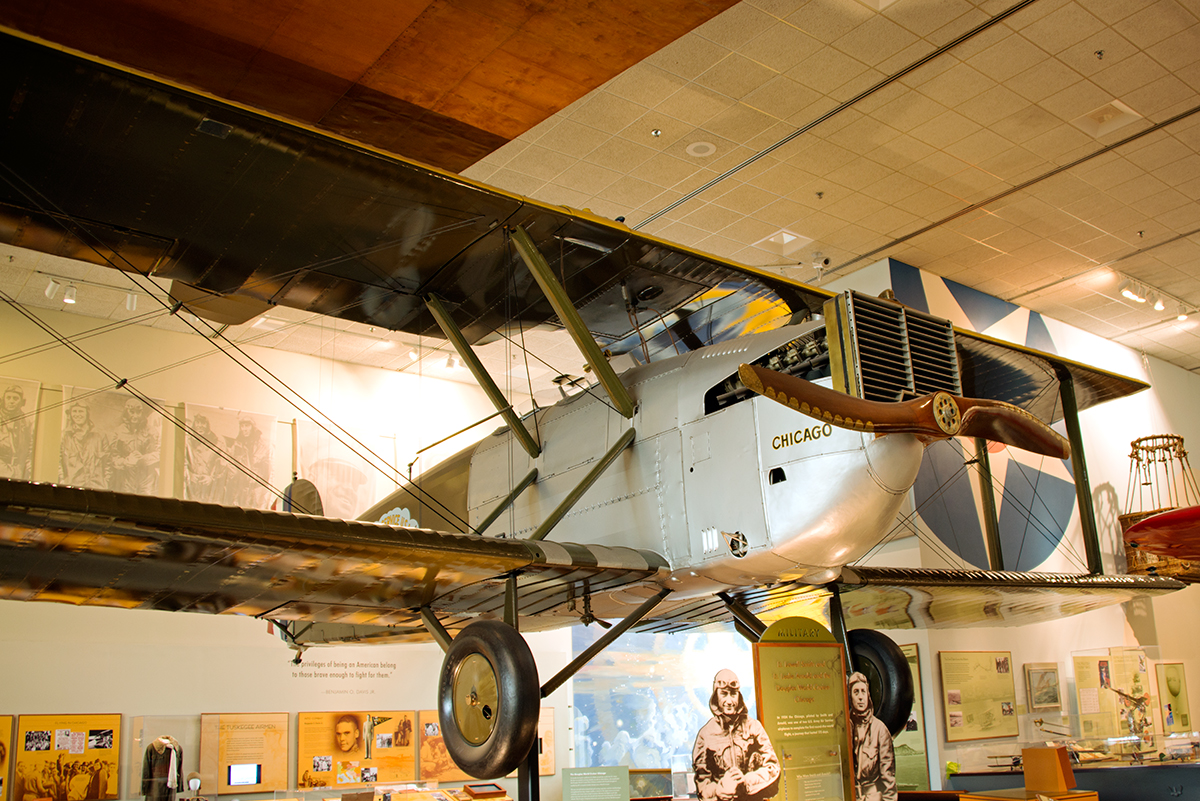
位於華盛頓哥倫比亞特區美國國家航空太空博物館巴倫希爾頓飛行先鋒畫廊（Barron Hilton Pioneers of Flight Gallery）的道格拉斯環球巡航者

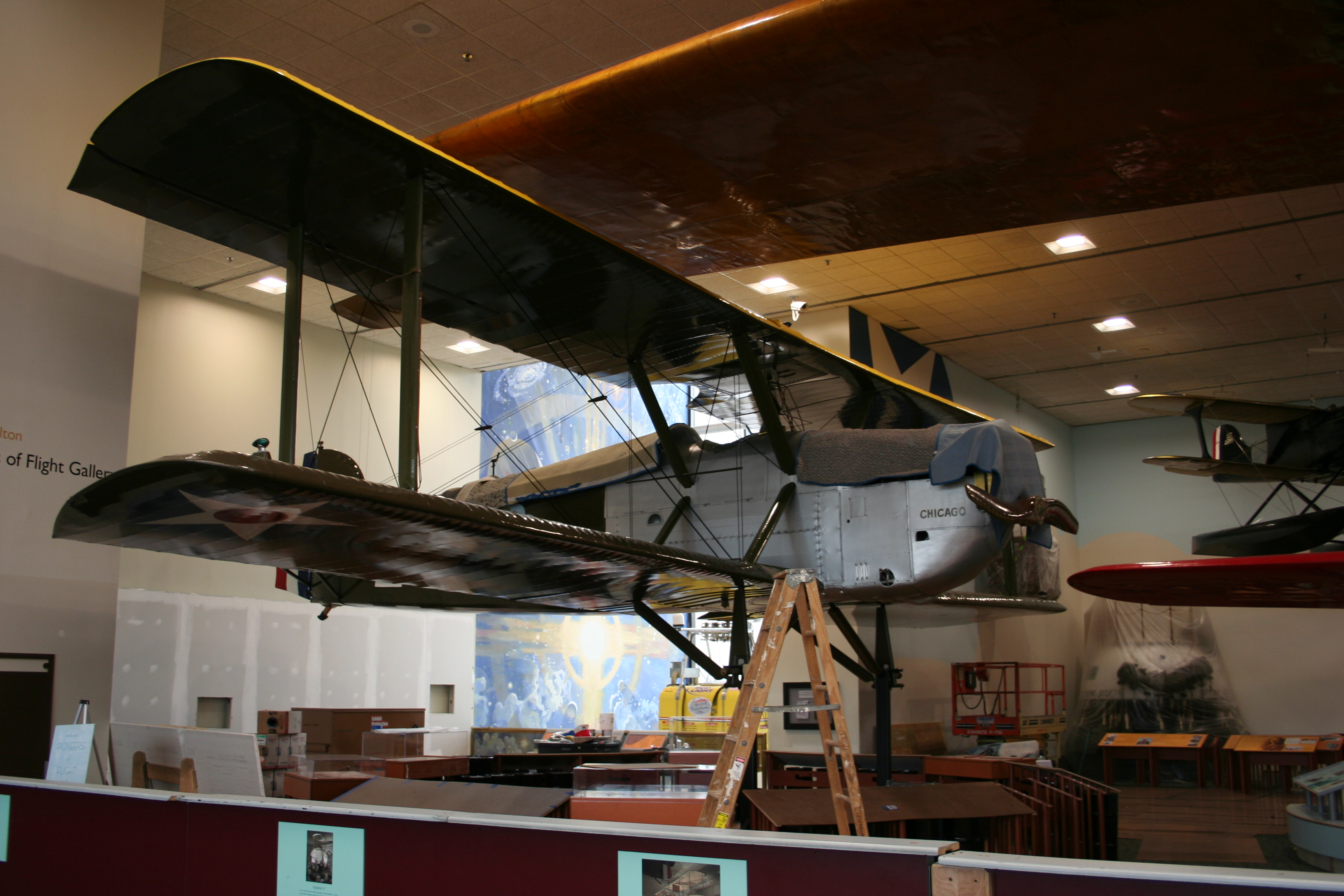
位於美國國家航空太空博物館的芝加哥號

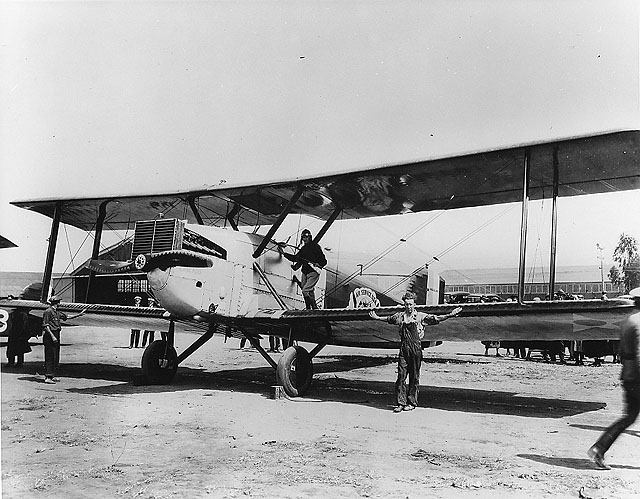
芝加哥號

## 外部連結
- Carroll V. Glines, "Around the World", Air Force Magazine, Vol. 82, No. 9, September 1999
- Air Force Museum
- Centennial of Flight （页面存档备份，存于）
- Smithsonian Institution 的存檔，存档日期2015-12-21.
- PBS documentaryChasing the Sun: Douglas Aircraft
- Seattle World Cruiser Association （页面存档备份，存于）